# Заслужений працівник туризму України
Заслужений працівник туризму України — державна нагорода України — почесне звання України, що надається Президентом України відповідно до Закону України «Про державні нагороди України» після набрання чинності з 1 січня 2011 року Закону України «Про внесення зміни до статті 10 Закону України „Про державні нагороди України“» від 20 січня 2010 року № 1817-VI.
За станом на 31 грудня 2024 року, Президентом України ще не встановлені підстави для присвоєння почесного звання «Заслужений працівник туризму України» та не внесені відповідні зміни до положення про почесні звання України, затвердженого Указом № 476/2001 від 29 червня 2001 року.